# Rudolf von Perignon

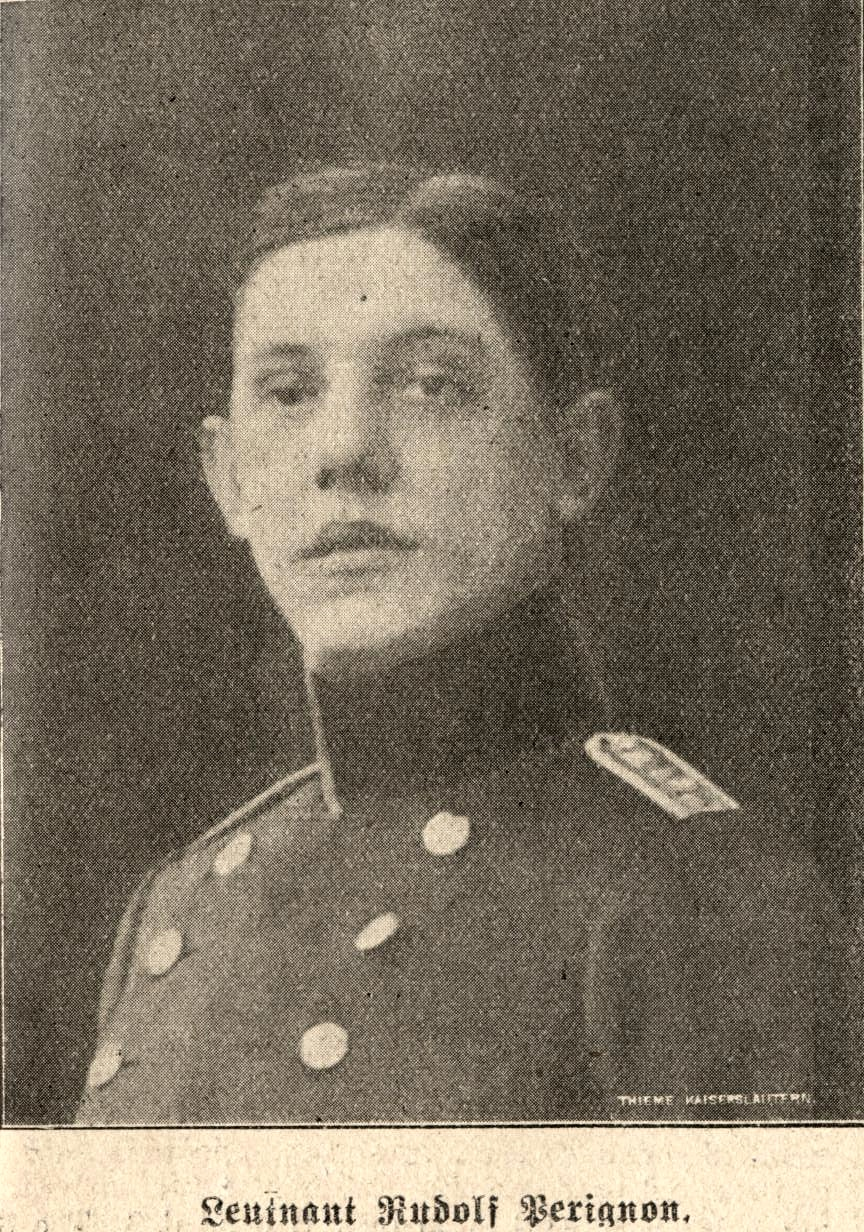
Rudolf Ritter von Perignon im Ersten Weltkrieg

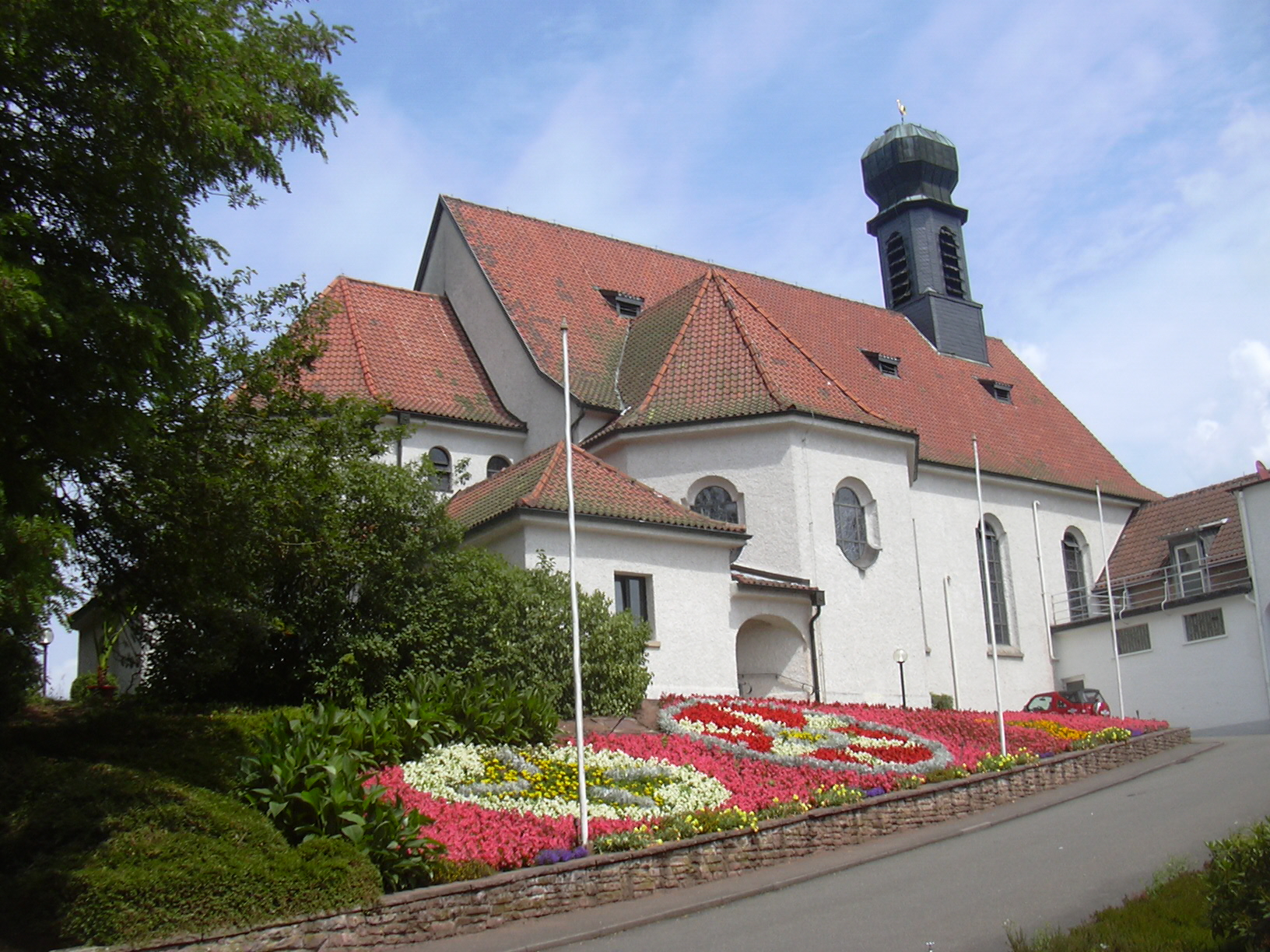
Wallfahrtskirche Maria Rosenberg, von Rudolf Perignon 1910–1912

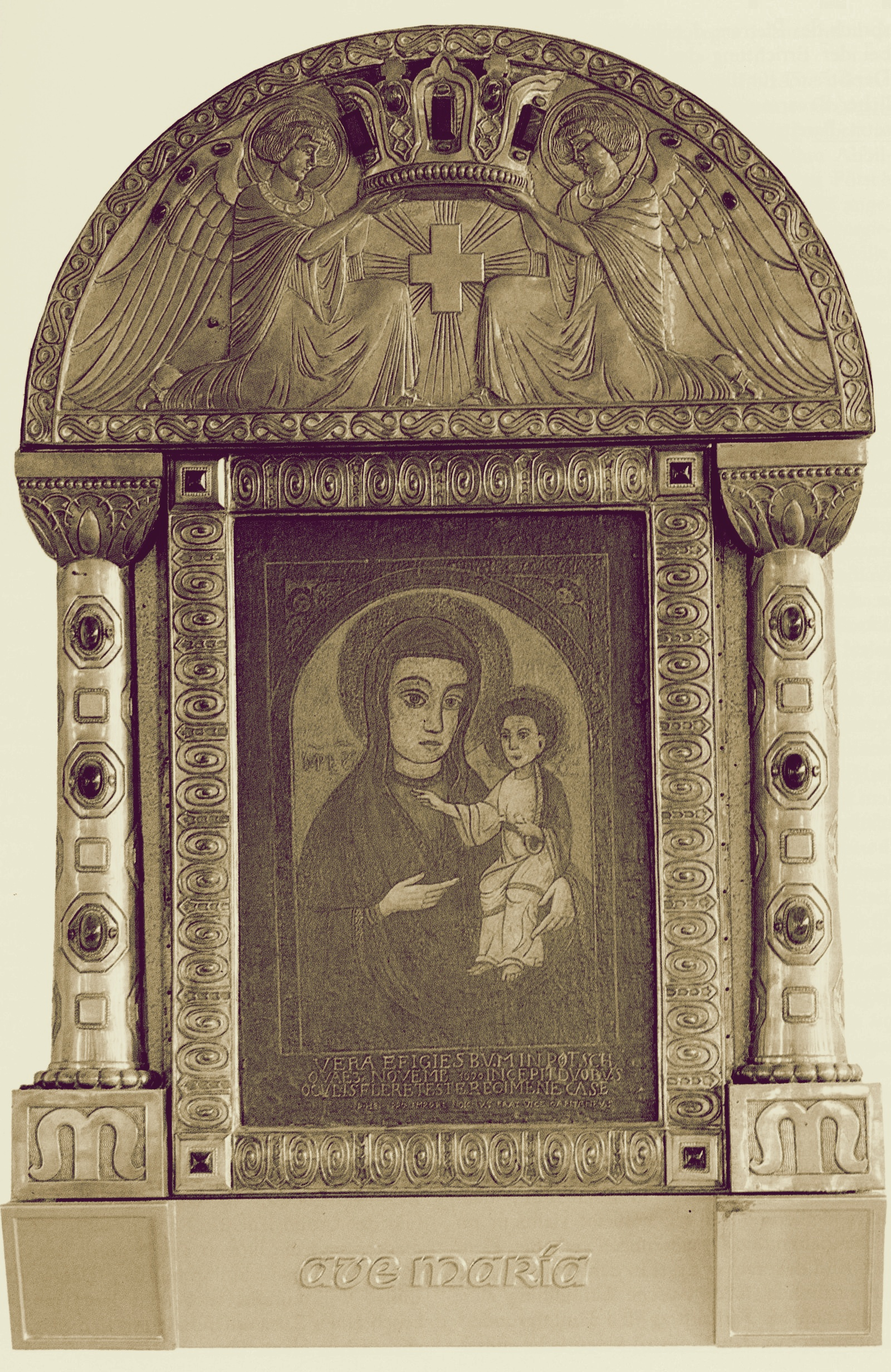
Kindsbacher Gnadenbild mit Jugendstilfassung nach Entwurf von Rudolf Perignon, 1912

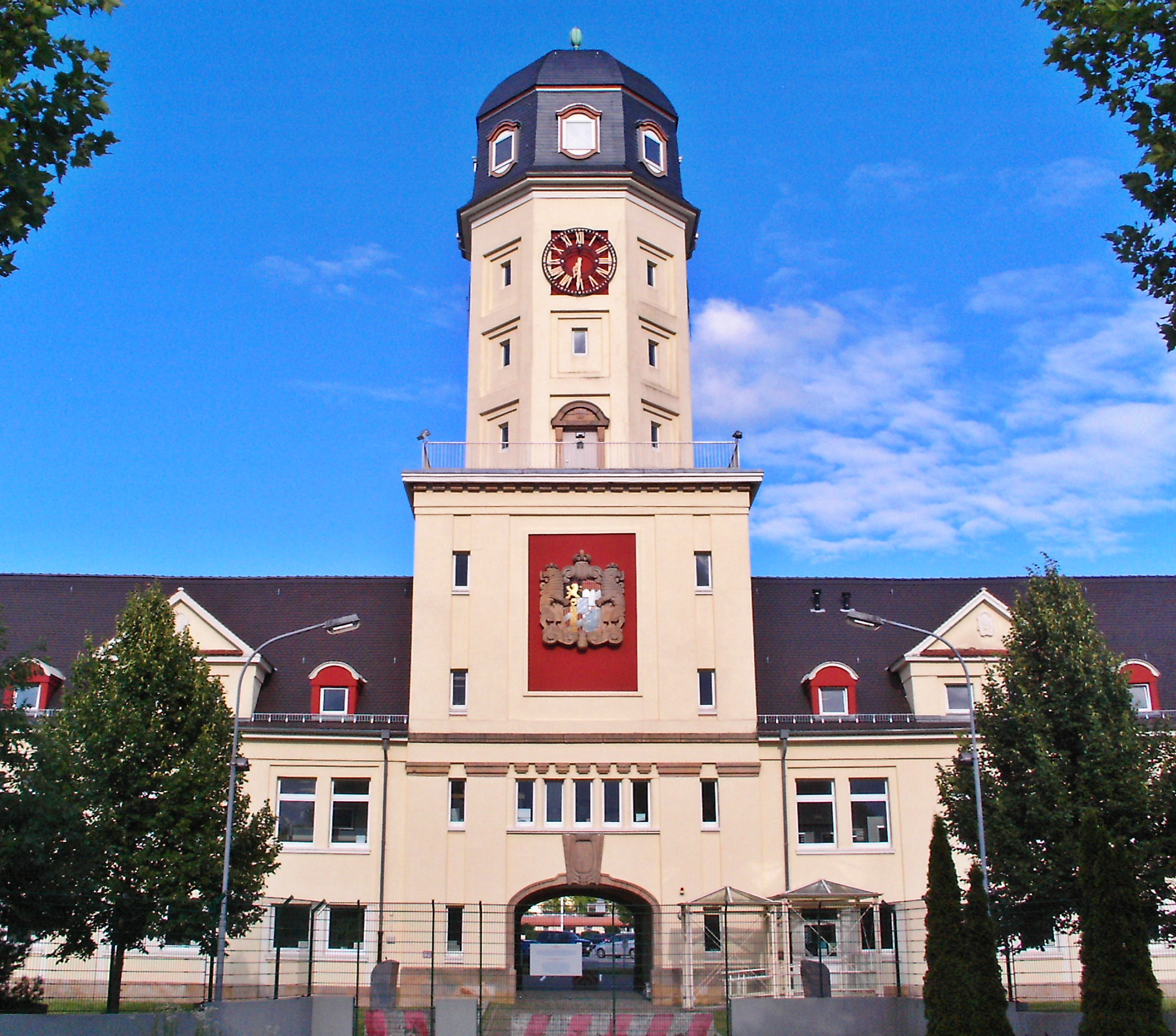
Torhaus, Turm und Hauptportal der 23er-Kaserne (heute Kleber Kaserne) in Kaiserslautern, von Rudolf Perignon, 1913

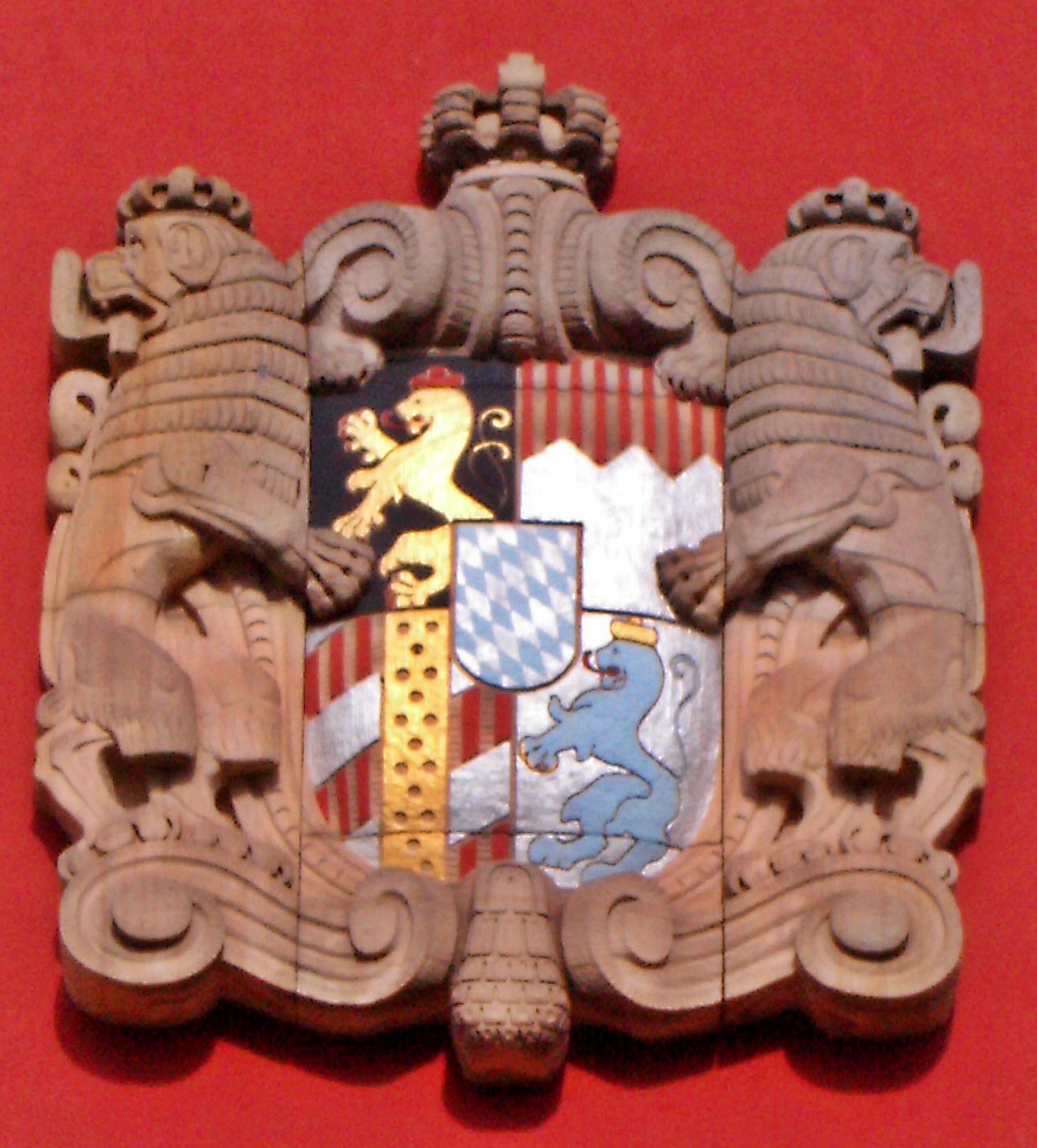
Jugendstil-Staatswappen des Königreichs Bayern, 1913, an der 23er-Kaserne, Kaiserslautern. Entworfen von Rudolf Perignon.

Rudolf Franz Xaver Perignon, seit 1915 Ritter von Perignon (* 29. Februar 1880 in Landstuhl; † 17. September 1959 in Pulling) war ein deutscher Architekt und bayerischer Baubeamter. 1920/24 arbeitete er als Ministerialrat im Reichsschatzministerium.

## Leben
Er war der Sohn des Lehrers Joseph Perignon und dessen Ehefrau Barbara, geborene Stadtmüller.
Perignon besuchte die Lateinschule in Landstuhl, absolvierte das Humanistische Gymnasium in Kaiserslautern und trat schließlich ins Bischöfliche Konvikt zu Speyer ein. Er strebte ursprünglich das Priesteramt an, trat aber dann an die Technische Hochschule München über, die er als Diplom-Ingenieur und Bester unter 52 Prüflingen verließ.
Am 1. Oktober 1905 rückte Perignon als Einjährig-Freiwilliger beim 2. Pionier-Bataillon der Bayerischen Armee in Speyer ein. Wegen seiner Architektenausbildung berief man ihn 1907 ins Bayerische Militärbauresort nach Nürnberg, 1908 avancierte er zum Militärbauinspektor in Würzburg und erhielt am 25. Januar 1910 den Rang eines Leutnants der Reserve. Mit Ausbruch des Ersten Weltkrieges zu den Pionieren reaktiviert, nahm er zunächst an den Grenzgefechten und der Schlacht in Lothringen teil. Nach den Schlachten vor Nancy-Épinal und an der Somme wurde Perignon zum 1. November 1914 Führer des Pionier-Begleitkommandos und drei Wochen später zur 1. Feld-Pionier-Kompanie versetzt.
Für seine Tapferkeit und die Konstruktion der den Erfolg bedingenden Angriffsstellung, beim Sturm auf die Höhenstellung von St. Eloi, im Februar/März 1915, wurde Perignon am 14. März 1915 mit dem Militär-Max-Joseph-Orden, der höchste Tapferkeitsauszeichnung Bayerns beliehen. Mit der Verleihung war die Erhebung in den persönlichen Adelstand verbunden und er durfte sich nach der Eintragung in die Adelsmatrikel Ritter von Perignon nennen.
1916 lag er in Stellungskämpfen im Artois, machte im April/Mai 1917 die Schlacht von Arras und als Oberleutnant der Reserve die folgenden Kämpfe in Flandern, vor Verdun, und am Chemin des Dames mit. Zu Beginn des Jahres 1918 lag er nordwestlich der Ailette und nahm Ende März/Anfang April an der Großen Schlacht in Frankreich teil. Am 20. Mai 1918 wurde Perignon als Vorstand des Militärbauamtes München III in die Heimat versetzt und diente zuletzt seit 30. Juni 1918 als Hauptmann der Reserve beim Stab des Generals der Pioniere.
Nach Ausscheiden aus dem Armeedienst ernannte ihn Reichspräsident Friedrich Ebert am 20. August 1920 zum Ministerialrat im Reichsschatzministerium in Berlin. Aus diesem Amt schied er zum 1. Februar 1924 wieder aus und arbeitete als selbstständiger Architekt. Im fortgeschrittenen Alter besuchte er nochmals die Technische Hochschule München und erwarb 1936 ein Diplom der Fachrichtung Landwirtschaftslehre. Danach betrieb er ein Gut in Pulling bei Freising, wo er auch den Lebensabend verbrachte und starb.
Seit seinem Architektenabschluss war Perignon immer in diesem Metier tätig; als Militärarchitekt im Staatsdienst, daneben aber vorwiegend auch im Bereich der Sakralarchitektur. Besonders in seinem Heimatbistum Speyer entwarf er mehrere ansprechende Kirchen, wovon die Pfarrkirche in Rockenhausen und die Wallfahrtskirche auf Maria Rosenberg in Waldfischbach-Burgalben die bedeutendsten sind. Der berühmteste seiner Militärbauten ist die denkmalgeschützte Kaserne des 23. Infanterie-Regiments in Kaiserslautern. Nebenbei beschäftigte sich Perignon aber auch mit Innenschmuck von Kirchen, Altären und Ähnlichem. Für das Gnadenbild der Madonna von Pötsch in Kindsbach entwarf er eine prächtige Jugendstileinfassung aus Metall, die sich zusammen mit dem Gemälde in der dortigen katholischen Kirche befindet.
Von 1921 bis 1923 wurde nach seinen Plänen das Gebäude des Reichsfinanzhofs, heute Bundesfinanzhof, in München fertiggestellt.
Perignon war Ehrenbürger seiner Heimatstadt Landstuhl.